# 당구장

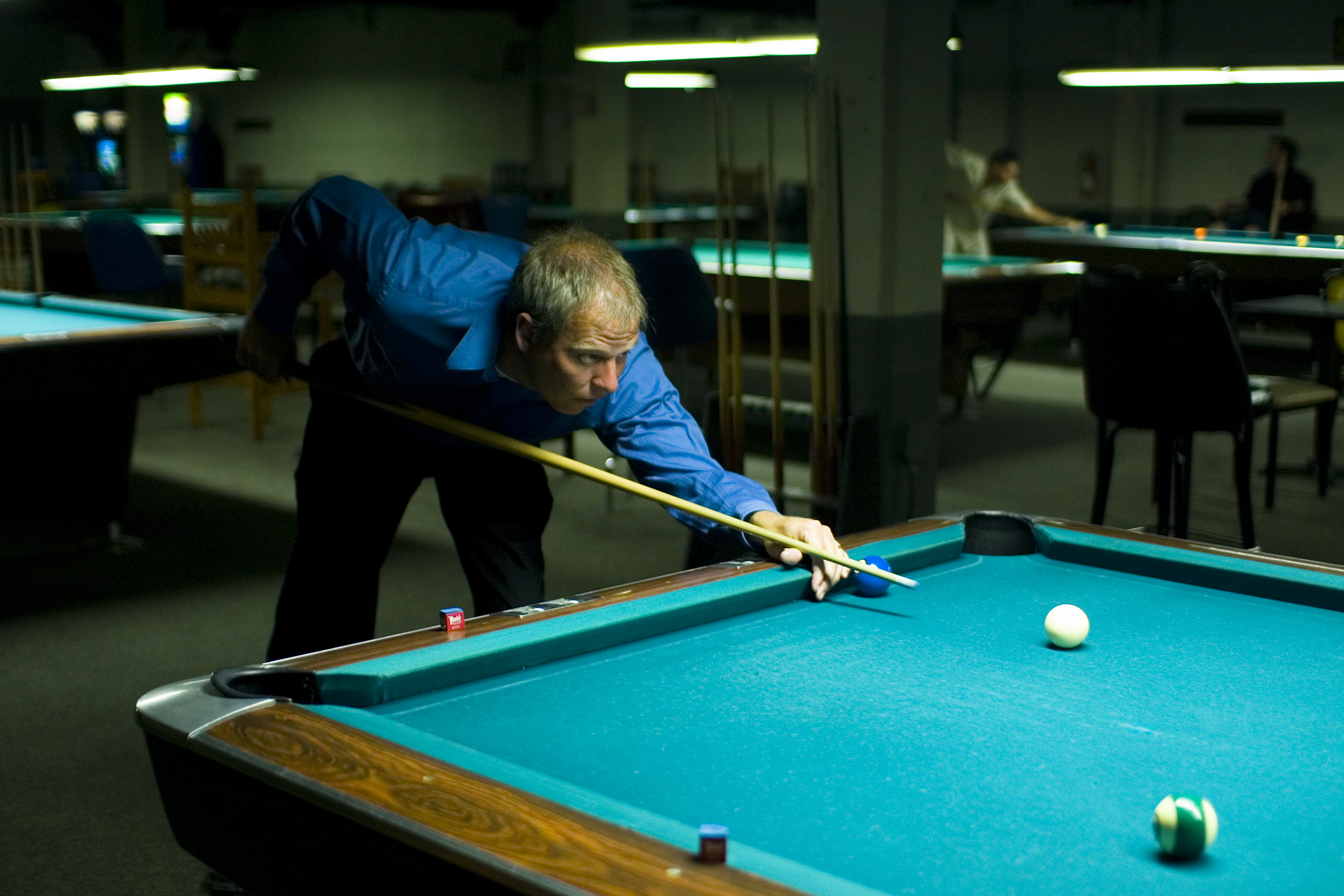
컬러 오브 머니의 일부가 촬영된 시카고의 당구장, 크리스 당구장

당구장(billiard hall)은 사람들이 포켓볼, 스누커 또는 캐롬과 같은 당구 경기를 하기 위해 모이는 장소이다. 이러한 시설에서는 일반적으로 술을 제공하며, 종종 아케이드 게임, 슬롯 머신, 카드 게임, 다트, 테이블 풋볼 및 기타 게임을 갖추고 있다. 일부 당구장은 볼링장과 결합되거나 통합될 수 있다.

## 역사
포켓볼과 당구는 잔디밭에서 하던 크로케와 같은 게임을 대체할 실내 옵션으로 발전했다. 19세기에는 전용 장소가 등장하기 시작했고, 20세기 초에는 많은 나라에서 당구장과 풀장이 흔해졌다. 1915년 시카고에는 830개의 당구장이 있었다.
특히 1950년대와 1960년대 북미에서는 많은 사람들이 풀장을 사회악으로 인식했으며, 많은 관할 구역에서 풀장의 연령 제한을 설정하고 도박 및 주류 판매를 제한하는 법률이 통과되었다. 1957년 히트 뮤지컬 뮤직 맨의 노래 "Trouble"은 이러한 편견을 풍자했다(심지어 "판단력, 지능, 성숙함"이 필요한 캐롬과 게으름, 도박, 흡연, 난봉의 관문으로 여겨지는 포켓볼을 대조하기도 했다). 1990년대에는 대중의 인식이 덜 비판적으로 변했다.
2010년대에는 경쟁적인 엔터테인먼트 장소의 증가와 온라인 도박의 가용성으로 인해 미국 당구장의 운영 수익이 크게 감소했다. 반면 한국에서는 수년간의 쇠퇴 이후 당구장이 다시 인기를 얻고 있다.

## 대중문화에서
당구장은 소설과 영화 허슬러, 그리고 그 속편인 책과 영화 컬러 오브 머니, 그리고 풀홀 정키스 및 슈팅 갤러리와 같은 다른 당구 영화에 주요하게 등장한다. 미국의 당구장 하위문화의 역사적 깊이는 컬러 오브 머니에서 다양한 방식으로 다뤄졌다. 여기에는 특정 명소의 장점을 찬양하는 대화, 그러한 당구장 중 한 곳의 폐쇄를 발견한 실망감, 유명한 당구장의 단골들이 "절대 그 거리를 벗어나지 않는다"는 언급, 그리고 허슬러의 당구장 청소부가 수십 년 후 속편에서 당구장 주인으로 돌아오는 것 등이 포함된다.